# Aleksandr Winogradow
Aleksandr Dmitrijewicz Winogradow, ros. Александр Дмитриевич Виноградов (ur. 10 kwietnia?/23 kwietnia 1905 w Samarze, zm. 28 sierpnia 1964 w sanatorium Archangielskoje w obwodzie moskiewskim) – radziecki dowódca wojskowy, Rosjanin, kontradmirał Marynarki Wojennej ZSRR i Marynarki Wojennej PRL.

## Życiorys
W marynarce służył od 1920, od 1930 był członkiem partii komunistycznej.
Od maja 1922 do lutego 1924 studiował w Politycznej Szkole Marynarki Wojennej (ВМПУ), następnie do lutego 1928 w Szkole Marynarki Wojennej im. M. W. Frunzego w Leningradzie i od marca 1928 do września 1929 w Szkole Pilotów Morskich i Pilotów Obserwatorów WWS RKKA im. Stalina w Jejsku. Kursy Doskonalenia Kadry Dowódczej Marynarki Wojennej w Leningradzie od listopada 1930 do sierpnia 1932 oraz  
Kursy Dowódców Niszczycieli SKKS od grudnia 1936 do lipca 1937 i Akademia Marynarki Wojennej im. K. E. Woroszyłowa od kwietnia 1942 do stycznia 1944 to ostatnie etapy kształcenia.
Pełnił służbę w Sewastopolu, m.in. na niszczycielach „9 Janwaria” (sierpień 1932 – grudzień 1934, zastępca dowódcy), „25 Oktiabria” (grudzień 1934 – grudzień 1936, dowódca) i we Flocie Bałtyckiej – od listopada 1937 na niszczycielu „Striemitielnyj”. Brał na nim udział w wojnie radziecko-fińskiej. Od maja do czerwca 1940 przeprowadził okręt z Leningradu do Polarnego. Tam w ramach Floty Północnej brał udział w odparciu agresji niemieckiej, będąc w stopniu komandora porucznika.
Po zatopieniu niszczyciela „Striemitielnyj” 20 lipca 1941 w bazie przez niemieckie lotnictwo, został wyznaczony na stanowisko szefa sztabu bazy w Jokandze. Do grudnia 1947 pełnił szereg funkcji sztabowych w bazach morskich, następnie w szkolnictwie (do lipca 1950) i w organach inspekcji wojskowej. 27 stycznia 1951 został awansowany do stopnia kontradmirała.
10 maja 1952 został oddelegowany do polskiej Marynarki Wojennej. Przez rok pełnił funkcję szefa sztabu – zastępcy dowódcy Marynarki Wojennej do spraw liniowych. Według źródeł polskich 3 kwietnia 1953 został dowódcą Marynarki Wojennej, którą to funkcję piastował do 2 marca 1955 – wtedy przekazał obowiązki dowódcy MW komandorowi Zdzisławowi Studzińskiemu. Według źródeł rosyjskich z funkcji szefa sztabu w maju 1953 został przeniesiony na stanowisko starszego wojskowego doradcy dowódcy Marynarki Wojennej („faktycznie dowodząc marynarką wojenną”, ros. „фактически являясь команд. флотом”), na którym to stanowisku miał pozostawać do listopada 1954.
Według źródeł polskich 6 kwietnia 1955 wyjechał do ZSRR, według rosyjskich od stycznia do lipca 1955 był szefem Centralnego Laboratorium Marynarki Wojennej Nr 14. Następnie kierował Instytutem Marynarki Wojennej Nr 16 w Leningradzie (do sierpnia 1957) oraz Centralnym Instytutem Naukowo-Badawczym Broni Specjalnych i Obrony Marynarki Wojennej (do września 1959) i pełnił służbę na stanowisku pierwszego zastępcy szefa tegoż instytutu.
W marcu 1960 z powodu choroby został przeniesiony do rezerwy. Żonaty z Kławdią Iwanowną (ur. 1905), miał dwie córki.
Po śmierci pochowany na Cmentarzu Serafimowskim.

## Odznaczenia
- Krzyż Komandorski Orderu Odrodzenia Polski 3 klasy (2 lipca 1954)
- Order Lenina (1945)
- Order Czerwonego Sztandaru (trzykrotnie – 1944-2, 1951)
- Order Wojny Ojczyźnianej I klasy (1944)
- Order Uszakowa II klasy (1945)
- Order Czerwonego Sztandaru Pracy (1958)
- Medal „Za zwycięstwo nad Niemcami w Wielkiej Wojnie Ojczyźnianej 1941–1945”
- Medal „Za obronę Radzieckiego Obszaru Podbiegunowego”
- Medal 20 Lat Robotniczo-Chłopskiej Armii Czerwonej
- Medal 30 Lat Armii Radzieckiej i Floty

Był wyróżniony w 1955 bronią osobistą z dedykacją.